# Теологос (Тасос)
Теологос је туристичко насељено место на у средњем делу острва Тасос. 
Насеље је познато по сточарству и туризму и располаже великим бројем ресторана. У насељу постоји музеј, две цркве и неколико историјских споменика. Недалеко од насеља налази се Водопад Кефалогоурна. 
Насеље је удаљеноо од насеља Потос 10 км и повезано са њим асвалтираним путем. 
Теологос има велики број рестаорана који у туристичкој понуди имају домаће вино, јагњетину и пригодну националну музику . 

## Теологос  2023. године
- Једна од уличица
- Гробље и црква

## Теологос ноћу
- Једна од улица ноћу
- Улазак у музеј